# Hirvisaari (ö i Södra Savolax, Nyslott, lat 62,15, long 28,99)
Hirvisaari är en ö i Finland. Den ligger i sjön Pyyvesi och i kommunen Enonkoski i den ekonomiska regionen  Nyslotts ekonomiska region  och landskapet Södra Savolax, i den sydöstra delen av landet, 300 km nordost om huvudstaden Helsingfors. Öns area är 74,4 hektar och dess största längd är 2 kilometer i sydöst-nordvästlig riktning.